# Tribunal Supremo Popular de Cuba
El Tribunal Supremo Popular es la máxima autoridad judicial de Cuba.
Esta institución tiene su fundamento en el artículo 147 de la Constitución de Cuba:

«La función de impartir justicia dimana del pueblo y es ejercida a nombre de éste por el Tribunal Supremo Popular y los demás Tribunales que la ley instituye. La ley establece los principales objetivos de la actividad judicial y regula la organización de los Tribunales; la jurisdicción y extención de su competencia; la forma en que se constituyen para los actos de impartir justicia; la participación de los jueces legos; los requisitos que deben reunir los magistrados del Tribunal Supremo Popular y demás jueces; la forma de elección de estos y las causas y procedimientos para la revocación o cese en el ejercicio de sus funciones.»

Es sucesor del Tribunal Supremo de Cuba creado en 1898 e institucionalizado por ley de 1909. El sistema judicial cubano fue reorganizado en 1973.
El Tribunal Supremo Popular está integrado por Presidente, Vicepresidentes, Presidentes de las Salas de Justicia y demás jueces. A través de su Consejo de Gobierno ejerce la iniciativa legislativa y la potestad reglamentaria, toma decisiones y dicta normas de obligado cumplimiento por todos los tribunales y, sobre la base de la experiencia de estos, imparte instrucciones de carácter obligatorio para establecer una práctica judicial uniforme en la interpretación y aplicación de la ley. 
Las sentencias y demás resoluciones firmes de los tribunales, dictadas dentro de los límites de su competencia, son de obligatorio cumplimiento por los órganos del Estado, las entidades y los ciudadanos. El Tribunal Supremo Popular rinde cuenta ante la Asamblea Nacional del Poder Popular de los resultados de su trabajo en la forma y con la periodicidad que establece la ley.
Comprende también seis salas de justicia: Sala de lo Penal, Sala de lo Civil y de lo Administrativo, Sala de los Delitos contra la Seguridad del Estado, Sala de lo Laboral, Sala de lo Económico y Sala de lo Militar.

## Presidentes de la Corte Suprema
Lista de presidentes del Tribunal Supremo.
| Nombre                                      | Periodo                  | Periodo                  |
| Nombre                                      | Inicio                   | Final                    |
| ------------------------------------------- | ------------------------ | ------------------------ |
| Antonio Ysidoro González de Mendoza Bonilla | 4 de mayo de 1899        | 25 de septiembre de 1900 |
| Rafael Félix De la Cruz Pérez               | 25 de septiembre de 1900 | 27 de abril de 1904      |
| Juan Bautista Hernández Barreyro            | 5 de septiembre de 1904  | 12 de diciembre de 1913  |
| José Antonio Pichardo Márquez               | 17 de diciembre de 1913  | 9 de junio de 1917       |
| José Antolín del Cueto Pazos                | 9 de junio de 1917       | 17 de junio de 1921      |
| Ángel Cirilo Betancourt Miranda             | 21 de junio de 1921      | 9 de marzo de 1925       |
| Juan Manuel Gutiérrez Quirós                | 7 de mayo de 1925        | 6 de abril de 1932       |
| José Gregorio Vivanco Hernández             | 7 de abril de 1932       | 19 de agosto de 1933     |
| Juan Federico Edelmann Rovira               | 19 de agosto de 1933     | 5 de abril de 1952       |
| Gabriel Emilio Pichardo Moya                | 18 de abril de 1952      | 27 de julio de 1956      |
| Santiago Desiderio Rosell Leyte-Vidal       | 28 de septiembre de 1956 | 13 de enero de 1959      |
| Emilio Florencio Menéndez Menéndez          | 14 de enero de 1959      | 21 de diciembre de 1960  |
| Enrique Hart Ramírez                        | 2 de febrero de 1961     | 30 de junio de 1980      |
| José Raúl Amaro Salup                       | 1 de julio de 1980       | 30 de niviembre de 1998  |
| Rubén Remigio Ferro                         | 23 de diciembre de 1998  | -                        |